# Front national du Botswana
Pour les articles homonymes, voir BNF.
Le Front national du Botswana (Botswana National Front ou BNF) est un parti politique botswanais d'opposition, par ailleurs membre observateur de l'Internationale socialiste.
Lors des élections législatives du 30 octobre 2004, le BNF a obtenu 26,1 % des suffrages populaires et 12 sièges de députés sur les 57 que compte l'Assemblée nationale du Botswana. C'est en 1994 que ce parti apparaît sur le devant de la scène politique en faisant élire 13 de ses membres à cette même assemblée. Le programme du BNF s'inspire largement des idéaux de la social-démocratie, un de ses principaux objectifs étant la lutte contre la pauvreté. Des querelles internes, des luttes d'influence ont conduit à des scissions au sein du parti et à l'émergence du Parti du Congrès botswanais (Botswana Congress Party) à l'idéologie proche de la formation politique dont il est issu.
Les dirigeants historiques de ce parti ont été Chief Bathoen, Kenneth Koma, aujourd'hui Otsweletse Moupo en est le chef.
Duma Boko adhère au Front national du Botswana à l'âge de 21 ans. Il prend la direction de ce parti en 2010 et le fait intégrer la Coalition pour un changement démocratique. Duma Boko est candidat, sans succès, à la présidence du Botswana en 2014 et 2019, puis est élu en 2024.

## Résultats électoraux

### Élections législatives
| Élections | Voix    | %     | Sièges  |
| --------- | ------- | ----- | ------- |
| 1969      | 10 410  | 13,54 | 3 / 31  |
| 1974      | 7 358   | 11,49 | 2 / 31  |
| 1979      | 17 480  | 13,00 | 2 / 36  |
| 1984      | 46 550  | 20,44 | 4 / 38  |
| 1989      | 67 513  | 26,95 | 6 / 38  |
| 1994      | 105 109 | 23,09 | 13 / 44 |
| 1999      | 87 457  | 25,95 | 6 / 44  |
| 2004      | 107 451 | 26,06 | 12 / 57 |
| 2009      | 119 509 | 21,94 | 6 / 57  |
| 2014      | 193 166 | 16,62 | 8 / 57  |
| 2019      | 148 122 | 19,18 | 4 / 57  |
| 2024      | 193 166 | 23,13 | 23 / 61 |